# Готосский Сквайр
«Готосский Сквайр» (англ. The Squire of Gothos), другой перевод «Квадрат варваров» — семнадцатый эпизод первого сезона американского научно-фантастического сериала «Звёздный путь». Впервые был показан на телеканале NBC 12 января 1967 года и повторён 22 июня того же года.

## Сюжет
В звёздную дату 2124.5 звездолёт Федерации «Энтерпрайз» под командованием капитана Джеймса Кирка направляется к колонии Бета VI через так называемую космическую пустыню — место, где на протяжении нескольких световых лет нет звёзд и планет. Неожиданно корабль обнаруживает одинокую планету прямо по курсу. У экипажа нет времени на подробное изучение планеты, поэтому капитан просит занести её координаты в банк памяти для будущих экспедиций и командует обогнуть её. В это время при попытке манёвра внезапно исчезает рулевой Сулу, а через секунду и сам Кирк. Старший офицер Спок вводит на звездолёте чрезвычайное положение.
Спок обеспокоен пропажей членов экипажа и, по его мнению, единственное место, где они могут быть — планета, хотя климат на поверхности очень суров и непригоден для биологической жизни. С планеты на «Энтерпрайз» приходят странные сообщения: сначала «Приветствие и поздравление!», а затем «Гип-гип ура! Талихо!». Спок подозревает, что если эти слова были отправлены капитаном или рулевым, то ясность их рассудка под сомнением. В место, откуда шёл сигнал телепортируют небольшую десантную группу, состоящую из доктора МакКоя, лейтенанта ДеСалле и геофизика Карла Ягера.
На планете группа обнаруживает совсем не то, что ожидала. Людей окружает пышная растительность, а воздух пригоден для дыхания, так что они снимают дыхательные маски. Неподалёку они видят средневековый замок, внутри которого находят Кирка и Сулу, а также радостно встречающего их человека, назвавшегося Сквайром Трилэйном, генералом в отставке. МакКой направляет медицинский сканер на Трилэйна, но не получает никаких данных, будто бы это был неживой человек. Сквайр приглашает людей погостить на его собственной планете Готос и поговорить с ним о его любимом увлечении — военной истории Земли. Спок с «Энтерпрайза» направляет луч телепортатора в зону, куда отправил десант и на корабль поднимаются все, кроме Сквайра. Капитан даёт команду улетать, но внезапно Сквайр появляется на капитанском мостике. Не желая, чтобы его гости улетали, он неведомым образом переносит людей с капитанского мостика в свой замок. На этот раз в замке также оказываются Спок, Ухура и старшина Тереза Росс.
Терпение Кирка на исходе, особенно после того как Сквайр переодевает Росс в бальное платье и начинает танцевать с ней. Спок и Кирк замечают, что безумец никогда далеко не отходит от зеркала и часто смотрится в него. Капитан подозревает, что в зеркале заключён какой-то механизм, позволяющий Сквайру удерживать здесь экипаж. Чтобы проверить это, Кирк провоцирует Трилэйна на дуэль. Сквайр демонстративно стреляет в воздух, позволяя капитану выстрелить в него. Вместо этого Кирк стреляет в зеркало, которое разрушается и за ним виднеется сложный механизм. Людям удаётся телепортироваться на корабль и «Энтерпрайз» немедленно снимается с орбиты и улетает от планеты. Когда стало ясно, что экипажу удалось оторваться от влияния Сквайра, планета Готос внезапно появляется перед звездолётом. Никакие манёвры не позволяют обогнуть планету и Кирк решается на отчаянные действия. Он собирается телепортироваться на планету и приказывает Споку улетать в случае его отсутствия больше часа.
После телепортации Кирк оказывается перед Сквайром, сидящим в образе судьи и выносящим капитану смертный приговор. Появляется виселица. Кирк говорит, что просто так убить его было бы скучно. Он предлагает Сквайру драку, а затем Сквайр приходит к мысли, что было бы здорово начать королевскую охоту. Кирк соглашается, но просит безумца отпустить «Энтерпрайз», на что тот соглашается, а после говорит, что ему будет интересно поиграть и с ним. В момент, когда Сквайр загоняет Кирка в угол, появляются две энергетические сущности и голос говорит, что игра закончилась. Сквайр просит дать ему ещё поиграть, но сущности непреклонны, они говорят, что он слишком заигрался. Сквайр исчезает, а энергия просит Кирка извинить их ребёнка за такое скверное поведение.

## Ремастеринг
В 2006 году к сорокалетию сериала все эпизоды подверглись ремастерингу. Были улучшены звук и видео, а «Энтерпрайз» стал полностью компьютерной моделью. Обновлённая версия этого эпизода вышла на экраны 21 июля 2007 года. Конкретно в этом эпизоде были также сделаны следующие изменения:
- Планета Готос была перерисована и стала более реалистичной, а под облаками появились вспышки молний.
- Были изменены светящиеся лица родителей Сквайра.
- Сцены с преследованием Готосом «Энтерпрайза» стали более динамичными.
- Добавлена сцена, где звездолёт прибывает на планету земного типа к колонии Бета VI.

## Оценка
Зак Хэндлен из The A.V. Club дал эпизоду оценку «A», назвав этот эпизод одним из самых знаковых в сериале. Он также отметил хорошую структуру серии. Сквайр, сыгранный приглашённым Уильямом Кемпбеллом, получился энергичным и самовлюблённым.